# 咸村镇
咸村镇，是中华人民共和国福建省宁德市周宁县下辖的一个乡镇级行政单位。

## 行政区划
咸村镇下辖以下地区：
咸村社区、洋中村、咸洋村、上坂村、坪坑村、詹家洋村、下坂村、云门村、富赖村、川中村、梅山村、芹村、光夏村、樟源村、茶广村、碧岩村、南门楼村、高际头村、梧桐村、梅台村、枣岭村、王宿村、车盘村和樟岗村。